# Ippei Watanabe (piłkarz)
Ippei Watanabe (jap. 渡辺 一平 Watanabe Ippei; ur. 28 września 1969) – japoński piłkarz występujący na pozycji obrońcy.

## Kariera klubowa
Od 1992 do 2000 roku występował w klubach Yokohama Flügels, Júbilo Iwata, Vissel Kobe, Mito HollyHock i Yokohama FC.